# Erzjany Masztor
Az Erzjany Masztor (Эрзянь Мастор; „Erzaföld”) erza és orosz nyelven publikált közéleti-kulturális újság, melyet az Erza Nyelv Megmentéséért Alapítvány ad ki 1994 óta Szaranszkban. Első főszerkesztője Alekszandr Saronov volt. Az újság egyaránt foglalkozik közélettel, az erza nyelv művelésével, megőrzésével, az erza kultúrával, valamint a finnugor népek kultúrájával is.
2007-ben Mordvinföld főügyésze azzal vádolta meg a lapot, hogy „szélsőséges” elméleteket terjeszt. A két évig húzódó per után a bíróság kimondta, hogy a lap tovább működhet.